# 溴酸钆
溴酸钆是一种无机化合物，化学式为Gd(BrO3)3。它可由溴酸钡和硫酸钆的复分解反应制得，从溶液中可以结晶出九水合物。九水合物受热分解，经无水物得到GdOBr。

## 拓展阅读
- Jingchun Xu & L. R. Corruccini. Magnetic order in rare earth bromates below 0.1 K. Journal of Low Temperature Physics. 1989. 76. 161-166. doi:10.1007/BF00681582.